# Jan Hoek (bestuurder)
Jan (J.C.) Hoek (1957) is een Nederlands bestuurder.

## Leven en werk
Hoek werd in 1957 geboren. Na het Christelijk Lyceum Delft studeerde hij bedrijfsinformatica aan de Hogeschool voor Economische Studies in Den Haag. Vervolgens behaalde hij zijn MBA aan de Webster University Leiden. Hij begon zijn carrière bij de Koninklijke Luchtvaart Maatschappij. Vervolgens was hij werkzaam als financieel directeur bij de uitgeverij  Wegener in Rotterdam. Daarna vervulde Hoek diverse bestuursfunctie bij verschillende bedrijven. In 1994 bekleedde Hoek de functie van controller bij Radio Nederland Wereldomroep. Nadien werd hij aldaar financieel directeur en van 2005 tot 2012 was hij algemeen directeur van Radio Nederland Wereldomroep. Daarnaast was Hoek bestuurslid van verschillende bedrijven en organisaties, onder meer van Pensioenfonds PNO Media, International Broadcasting Group, onderdeel van Europese Radio-unie, en de Association for International Broadcasting. Tevens is hij lid van de raad van toezicht van Free Press Unlimited en voorzitter van het BVN. 
In verband met een reorganisatie bij de Wereldomroep kon hij bij zijn vertrek als algemeen directeur van de Wereldomroep meer dan één miljoen euro incasseren. Dat meldden bronnen binnen de Wereldomroep aan NRC Handelsblad. Voor zover bekend ging het om een van de hoogste vertrekpremies ooit bij de publieke omroep.
Na een dringend verzoek van staatssecretaris Sander Dekker en zijn voorganger heeft de raad van toezicht met Hoek afgesproken de ontslagvergoeding terug te brengen naar 800.000 euro. Ondanks de verlaging was het bedrag volgens Dekker nog steeds „te hoog en daarmee ongepast en onwenselijk”.
Sinds 2013 adviseert en begeleidt hij organisaties, met name in de non-profit sector. Hoek is lid van de raad van toezicht van Mediacollege Amsterdam, VO Haaglanden en de NLPO en is voorzitter van het Platform RvT’s in het MBO en van het Privacy Waarborg bij DDMA. Via VTOI-NVTK is hij betrokken bij het vergroten en borgen van de kwaliteit van het toezicht in het onderwijs en de kinderopvang.